# Эль-Омари
Омарийская культура — современное обозначение неолитической археологической культуры, существовавшей в Нижнем Египте. Памятники расположены в окрестностях Каира.

## Периодизация
По старой, некалиброванной радиоуглеродной хронологии культура датируется 3300+230 г. лет до н.э. Современная калиброванная хронология относит её к периоду около 4600 — 4400 гг. до н. э.

## Памятники
Культура включает ряд памятников, обнаруженных в окрестностях Каира, а также из отдельных находок в других местах. 
Открыл культуру в 1924 г. Амин Эль-Омари, в честь которого культура и её основной памятник близ Хелуана получили своё название. После этого были проведены дополнительные раскопки и сделаны новые находки.

## Артефакты
легкие тростниковые хижины.
захоронения в зерновых ямах, погребения в скорченном положении на левом боку, завёрнутые в циновки или шкуры, без инвентаря.
орудия из кремня и другого камня
орудия из раковин в виде рыболовецких крючков
сосуды глиняные и базальтовые.
В отличие от более ранних культур, оказавших влияние на культуру Эль-Омари, таких как Хартумская культура и др., носители культуры Эль-Омари уже строили постоянное жилье и немного знали и использовали земледелие.
От поселений сохранилось немного, главным образом отверстия от шестов, служивших конструктивными элементами домов, а также хозяйственные ямы, в которых найдено большинство предметов. Внутри поселений обнаружены многочисленные погребения, в которых мёртвых в основном укладывали головой на юг. Лишь в редких случаях в могилах были погребальные дары — как правило, речь идёт о единственном горшке. Могилы едва ли отличаются друг от друга по инвентарю или размеру, что говорит о слабо развитом социальном расслоении.

## Характеристика
Керамика омарийской культуры — простая, недекорированая, выполнена из глины местного происхождения. Орудия выполнены из камня, металл был неизвестен. Обнаружены остатки тканей.
Население омарийской культуры вело земледельческий образ жизни, культивировало эммер и пшеницу. Из скота держали свиней, крупный рогатый скот, овец и коз. Кости гиппопотамов указывают на то, что те служили дичью для местного населения. Также в пищу употреблялась рыба.